# Hieracium boswelli
Hieracium boswelli es una especie de planta con flor del género Hieracium, de la familia Asteraceae, orden Asterales.

## Distribución
Hieracium boswelli se distribuye por Escocia.

## Taxonomía
Fue descrita científicamente por E. F. & W. R. Linton. Fue publicada en J. Bot. 31: 178.